# Hozumi Ryo
Hozumi Ryo (sinh ngày 30 tháng 5 năm 1994) là một cầu thủ bóng đá người Nhật Bản.

## Sự nghiệp câu lạc bộ
Hozumi Ryo hiện đang chơi cho Vanraure Hachinohe.